# Kivik
Kivik är en tätort i Simrishamns kommun i Skåne län och huvudort för äppelodlingen i området. Kivik ligger i Hanöbukten utmed kusten som kallas för "Ålakusten". Kivik ligger cirka 18 kilometer norr om Simrishamn.

## Historia
Kivik är ursprungligen ett fiskeläge och har utvecklats till en semesterort med fina stränder och äppelodlingar. 
Kivik var och är belägen i Södra Mellby socken och Vitaby socken och ingick efter kommunreformen 1862 i Södra Mellby landskommun och Vitaby landskommun. I dessa båda kommuner inrättades 3 december 1886 Kiviks municipalsamhälle. Landskommunerna, orten och municipalsamhället uppgick 1952 i Kiviks landskommun med Kivik som centralort och där municipalsamhället upplöstes 31 december 1957. 

### Befolkningsutveckling
| Befolkningsutvecklingen i Kivik 1900–2020>    | Befolkningsutvecklingen i Kivik 1900–2020> | Befolkningsutvecklingen i Kivik 1900–2020> | Befolkningsutvecklingen i Kivik 1900–2020> | Befolkningsutvecklingen i Kivik 1900–2020> |
| --------------------------------------------- | ------------------------------------------ | ------------------------------------------ | ------------------------------------------ | ------------------------------------------ |
|                                               |                                            |                                            |                                            |                                            |
| År                                            |                                            |                                            | Folkmängd                                  | Areal (ha)                                 |
| 1900                                          | 1900                                       |                                            | 821                                        | †                                          |
| 1960                                          | 1960                                       |                                            | 709                                        |                                            |
| 1965                                          | 1965                                       |                                            | 715                                        |                                            |
| 1970                                          | 1970                                       |                                            | 718                                        |                                            |
| 1975                                          | 1975                                       |                                            | 816                                        |                                            |
| 1980                                          | 1980                                       |                                            | 856                                        |                                            |
| 1990                                          | 1990                                       |                                            | 1 115                                      | 120                                        |
| 1995                                          | 1995                                       |                                            | 1 099                                      | 120                                        |
| 2000                                          | 2000                                       |                                            | 1 044                                      | 121                                        |
| 2005                                          | 2005                                       |                                            | 1 013                                      | 122                                        |
| 2010                                          | 2010                                       |                                            | 960                                        | 125                                        |
| 2015                                          | 2015                                       |                                            | 895                                        | 192                                        |
| 2020                                          | 2020                                       |                                            | 885                                        | 191                                        |
| † Befolkning runt ett municipalsamhälle 1900. |                                            |                                            |                                            |                                            |

## Näringsliv
Huvudnäringar i dag är fruktodling och turism. 
Kiviks musteri, som är ortens största arbetsgivare, i Karakås tillverkar cider, glögg, vin m.m. Förenade frukt tar hand om den frukt som odlas.
En egen sparbank för Kiviks område, Södra Mellby, Vitaby och Sankt Olofs sparbank, grundades 1910. Den slogs 1968 ihop med Simrishamns sparbank för att bilda Österlens sparbank. År 1984 gick den ihop med Sparbanken Syd som fortsatt att ha ett kontor i Kivik. Även Handelsbanken hade ett kontor i Kivik fram till november 2018, när det stängdes.

## Evenemang
I Kivik bedrivs marknader såsom Kiviks marknad och Äppelmarknaden i Kivik. 

## Idrott
Föreningen Kiviks AIF driver tillsammans med Sankt Olofs IF fotbollslag i alla åldrar och kön. Herrlaget spelar i division 6 sydöstra, säsongen 2024. Damlaget spelar i division 3 östra, säsongen 2024. En sporthall, grus- samt gräsplan, tennisbanor, paddelbanor och boulebana finns tillgängligt.

## Sevärdheter
Strax söder om Karakås ligger Stenshuvud. Längs vägen till Karakås, vid Bredarör, ligger Kiviksgraven och något längre söderut Ängakåsen, som är en mindre skeppssättning. På Bredarörsvägen, på väg mot Kiviksgraven och Karakås, ligger även Kiviks museum, som är Österlens äldsta och största, ideella hembygdsmuseum.

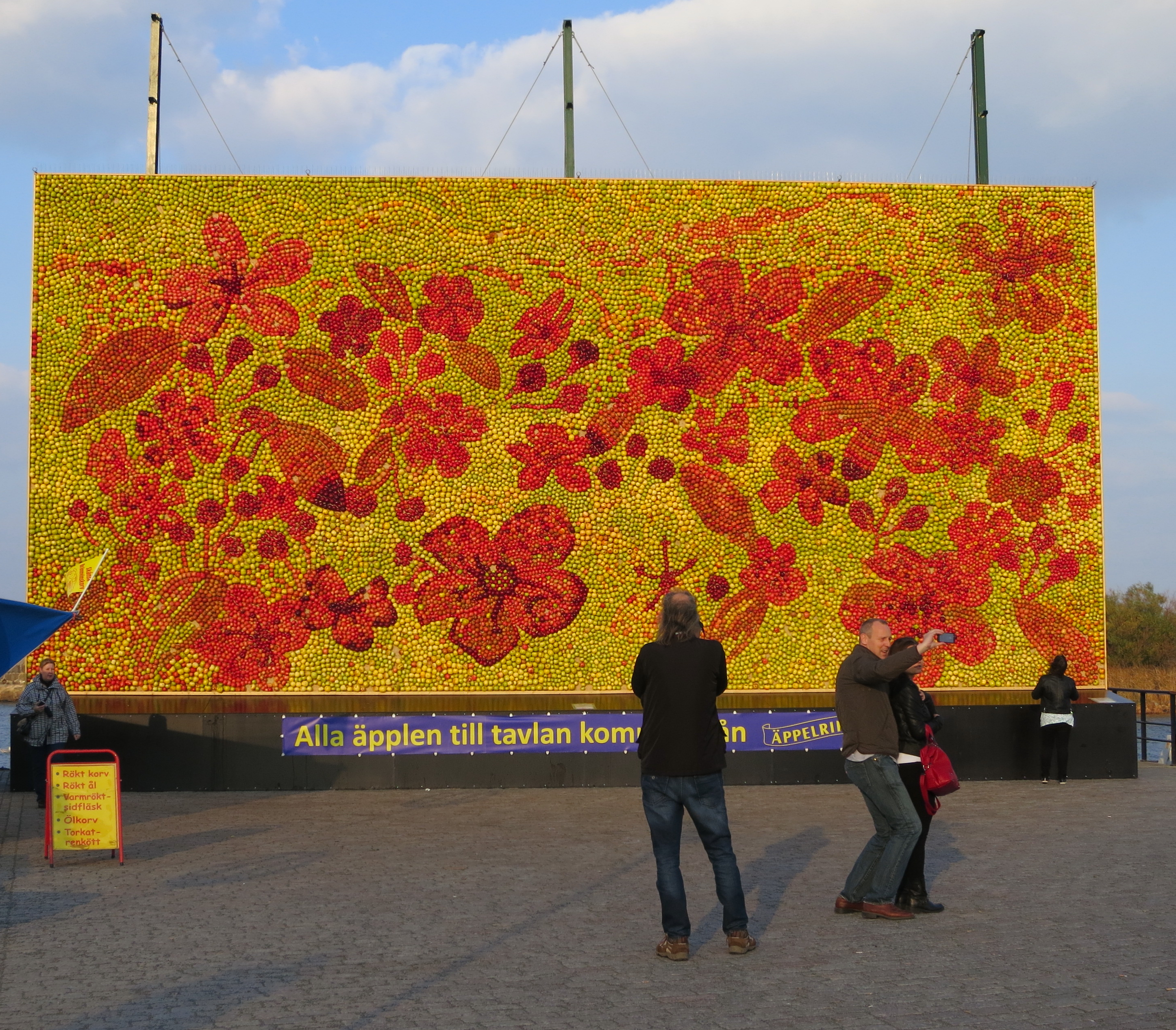
Äppeltavlan i hamnen 2014
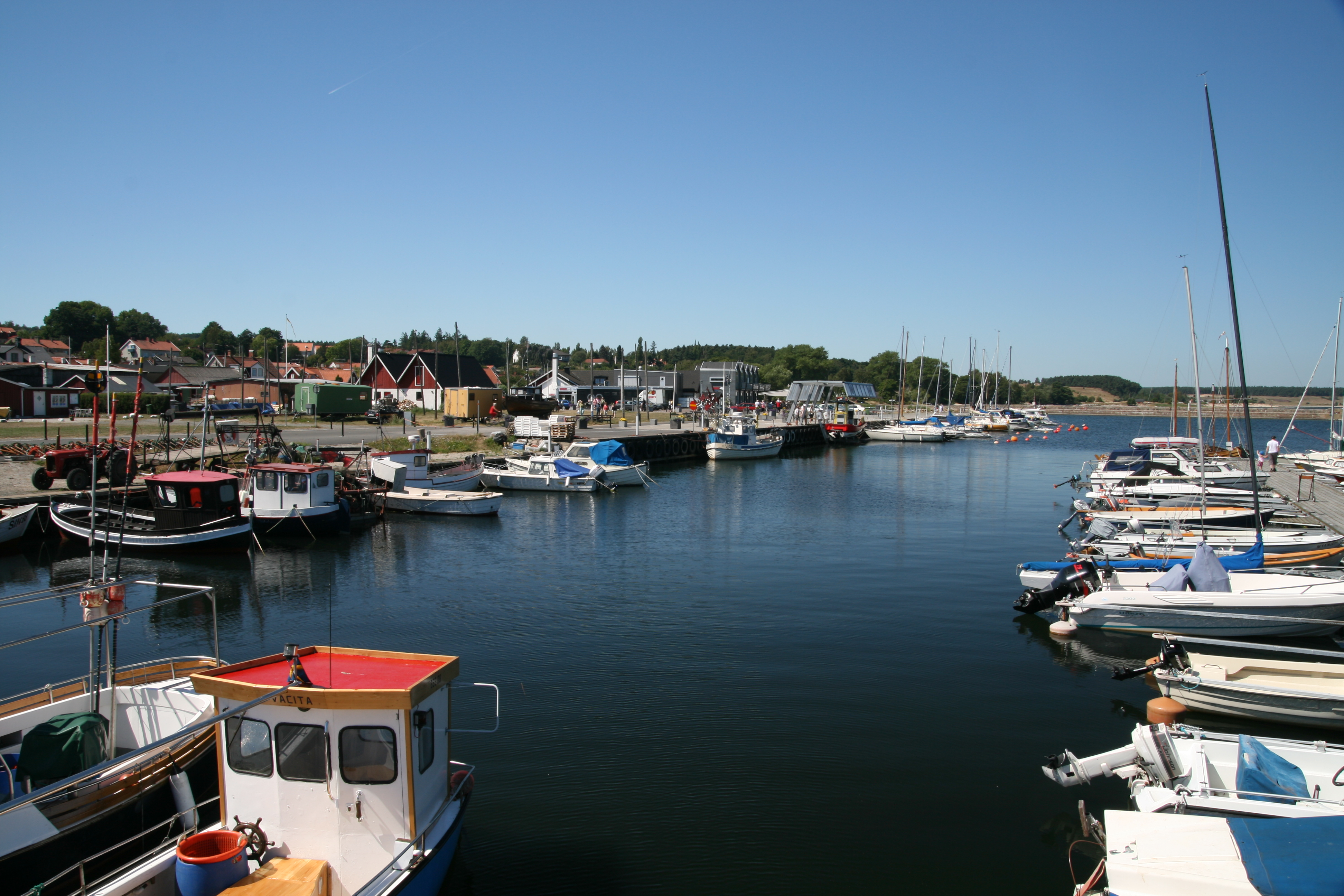
Kiviks hamn
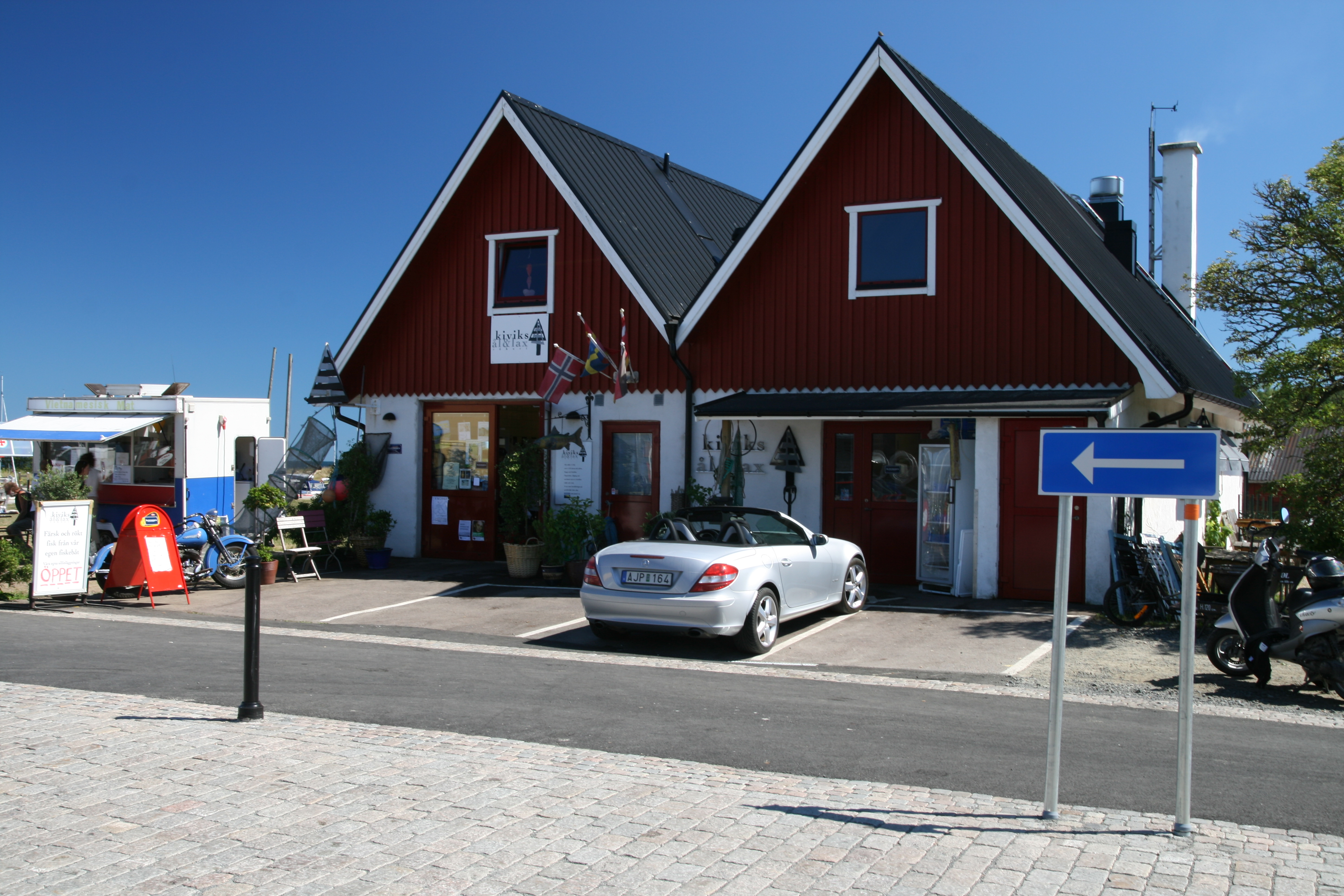
Fiskbutik
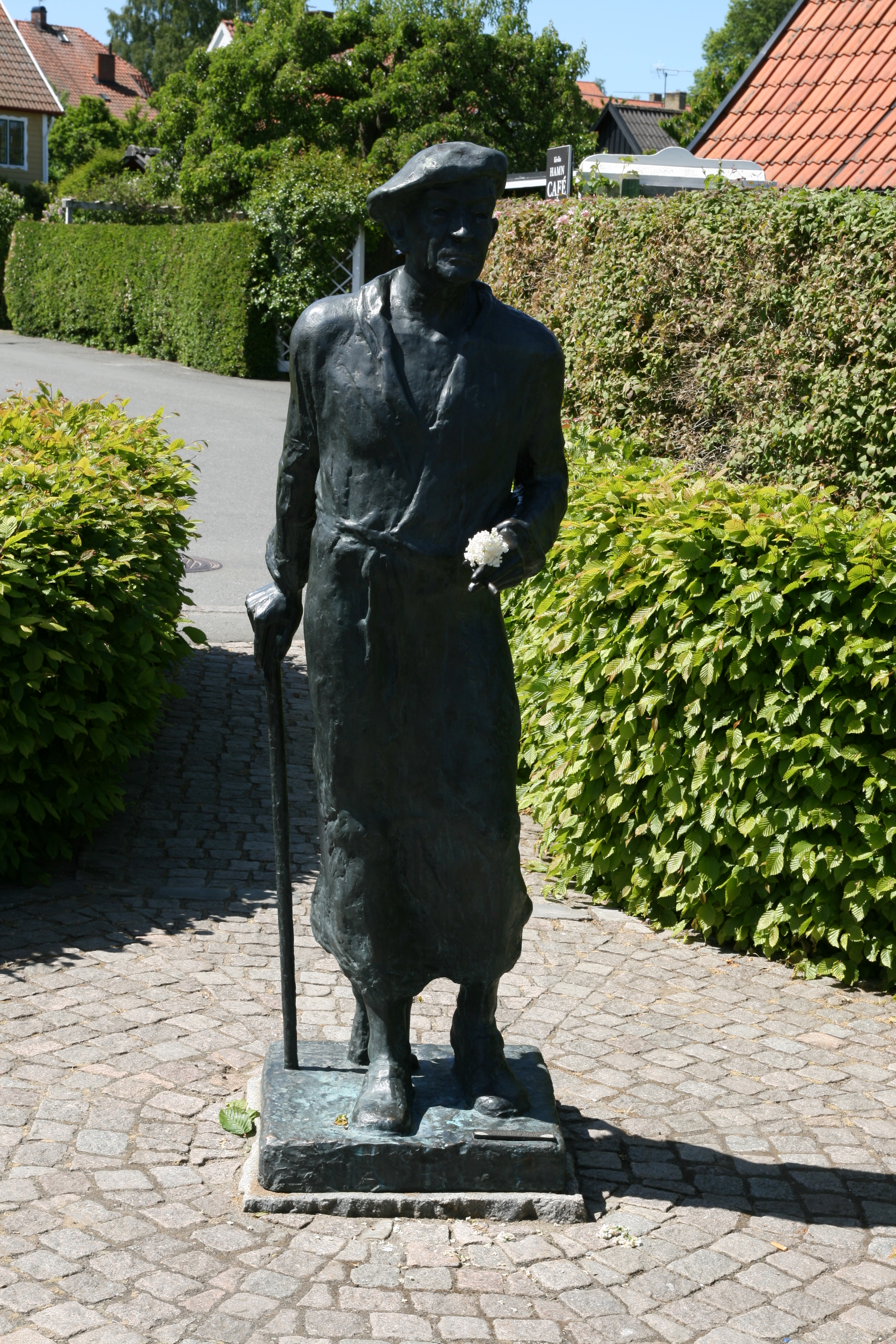
Staty av Fritiof Nilsson Piraten
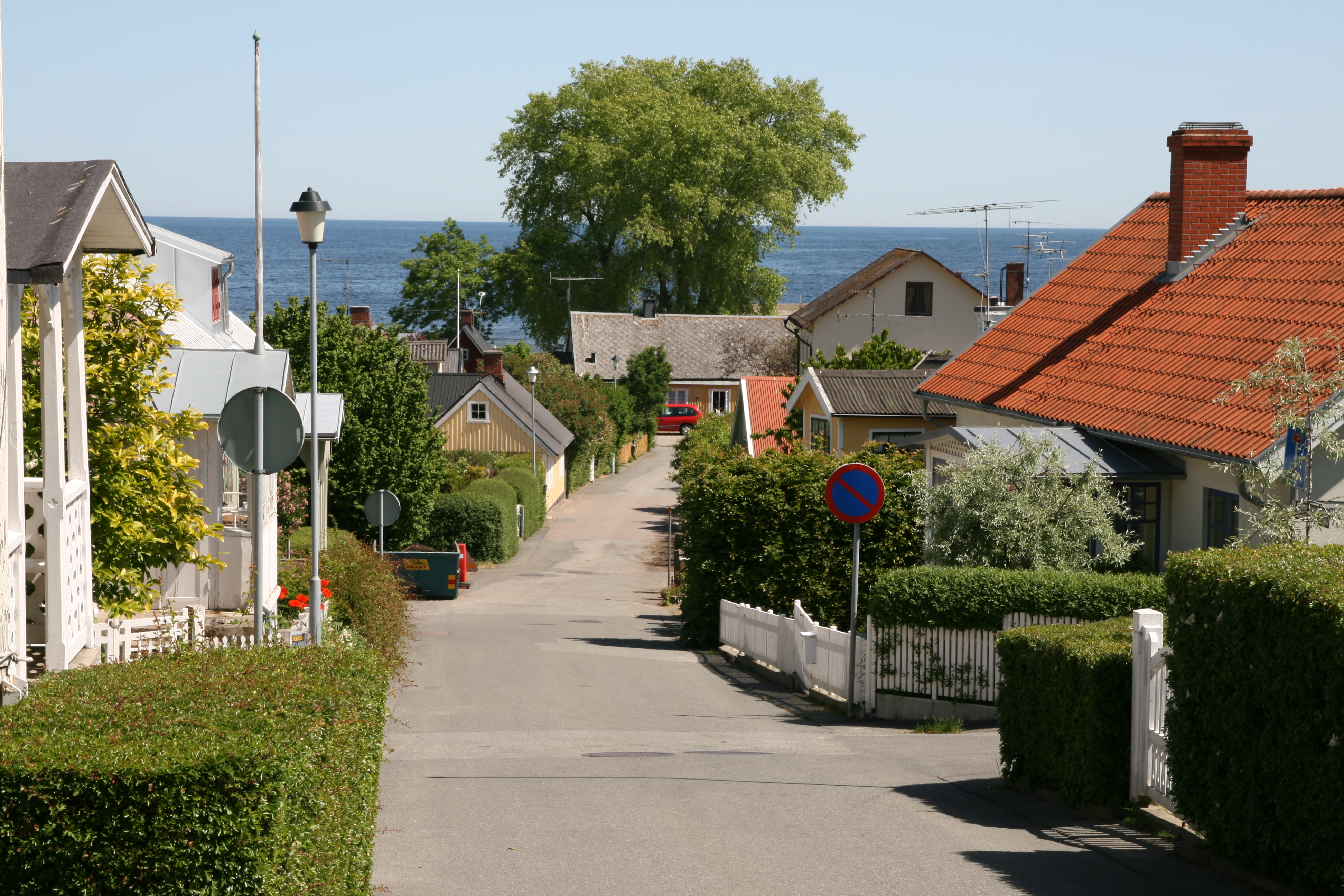
Moriabacken ner mot hamnen